# Monastýr Těšov
Pravoslavný mužský monastýr Proměnění Páně v Těšově, části obce Milíkov v okrese Cheb v Karlovarském kraji je pravoslavný monastýr zasvěcený Proměnění Páně.

## O monastýru
Monastýr byl založen v roce 2008. Vznikl adaptací původního cestářského domku, který byl přestavěn a rozšířen. Byl zde rovněž vybudován chrám Proměnění Páně přestavbou původní kaple. V současné době zde žije malá mnišská komunita. V roce 2014 byla na prostranství před monastýrem přistavěna samostatná budova tzv. konaku, umožňující (na rozdíl od poměrně malých prostor vlastního monastýru) například pobyty poutníků, včetně žen (ženy mají jinak vstup do areálu monastýru zapovězen, s výjimkou účasti na bohoslužbách v monastýrském chrámu).

## Galerie

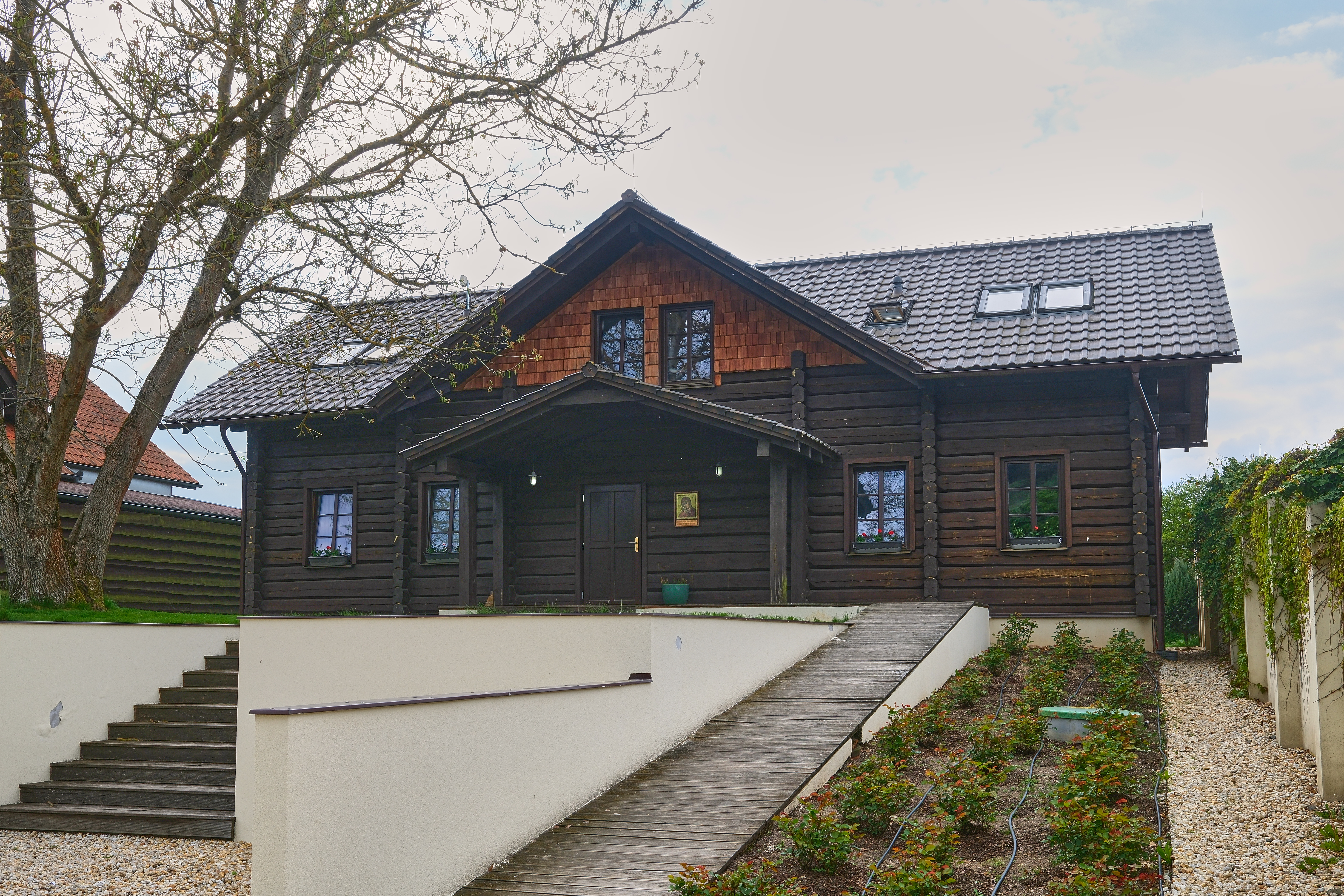
Konak
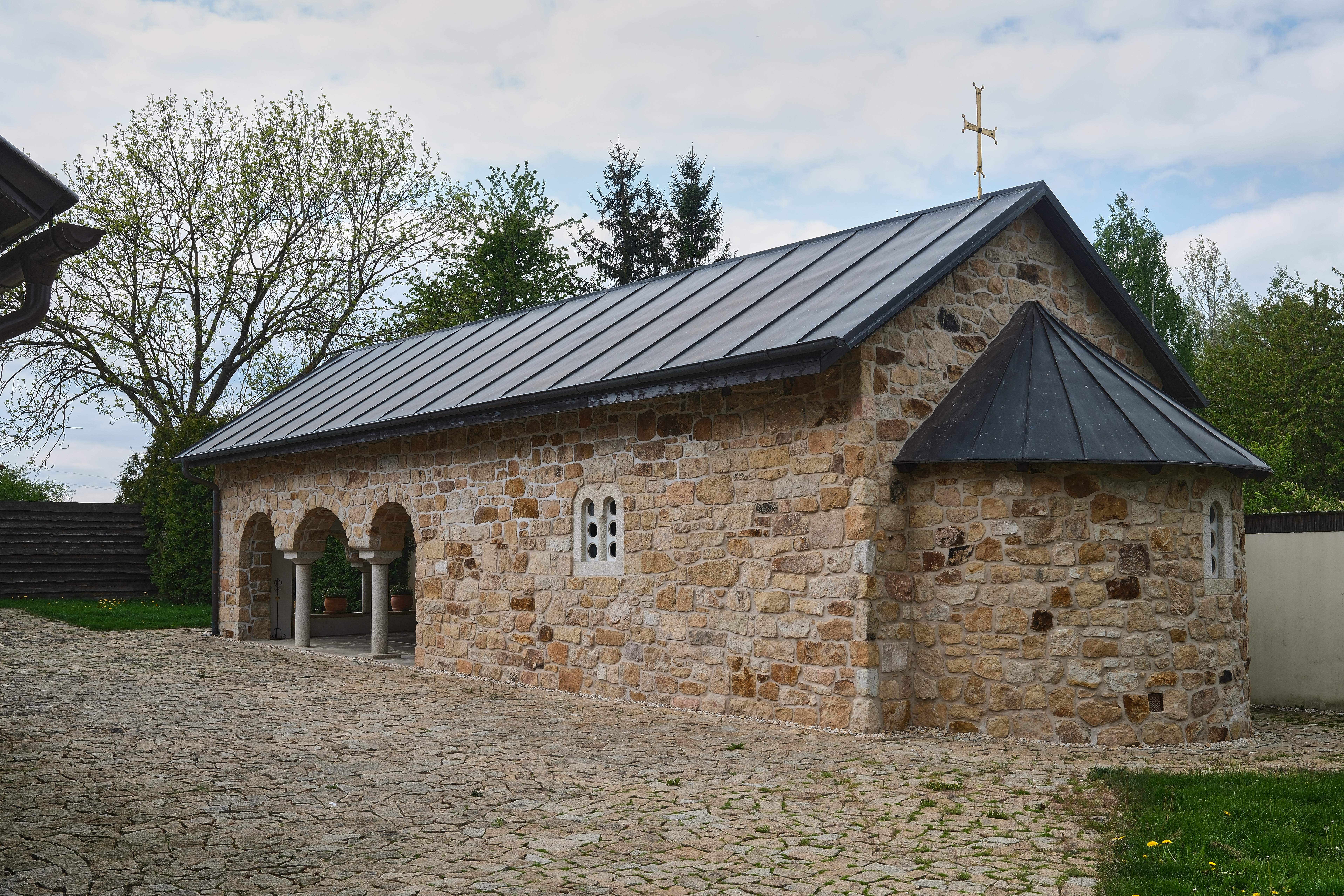
Chrám Proměnění Páně
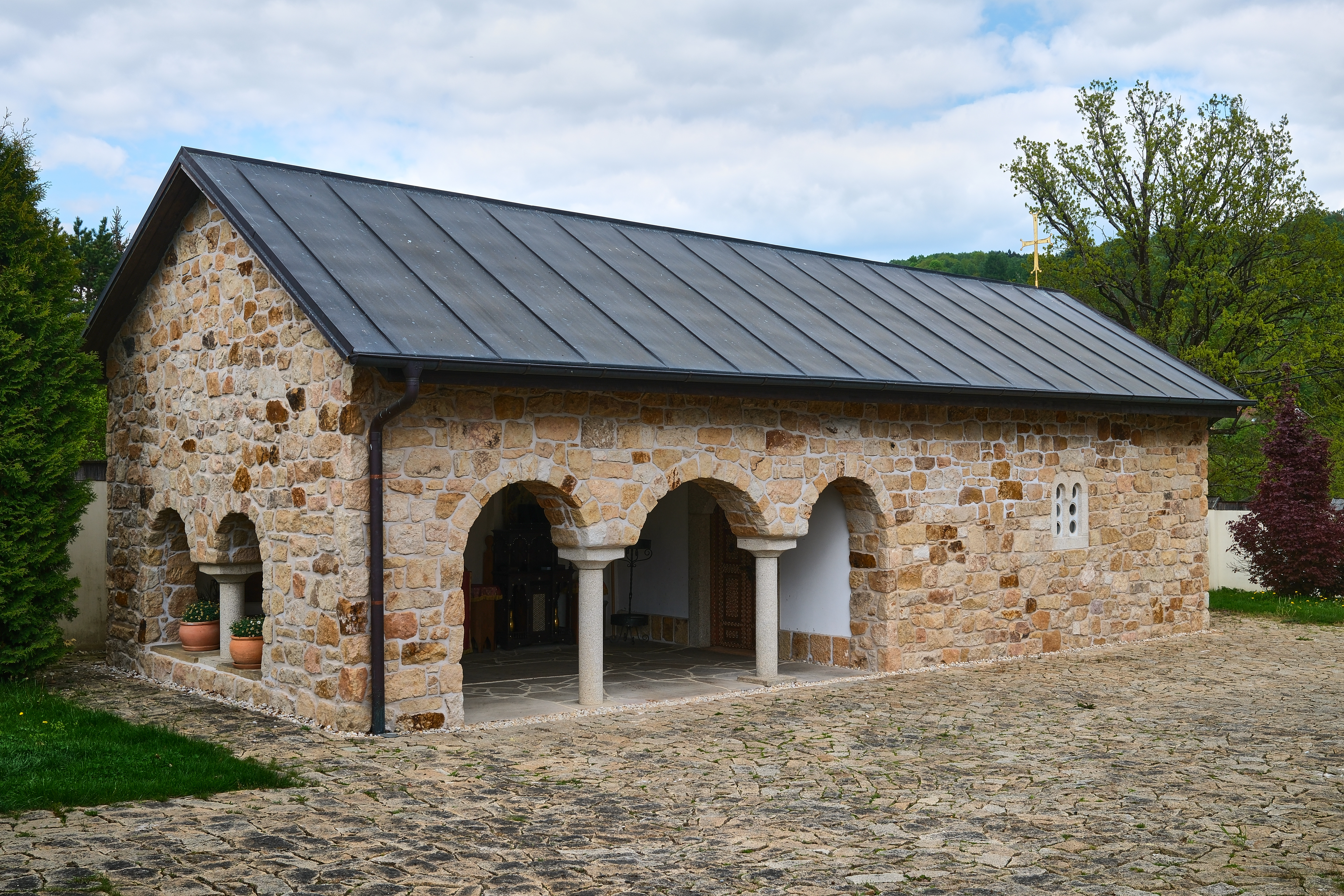
Chrám Proměnění Páně
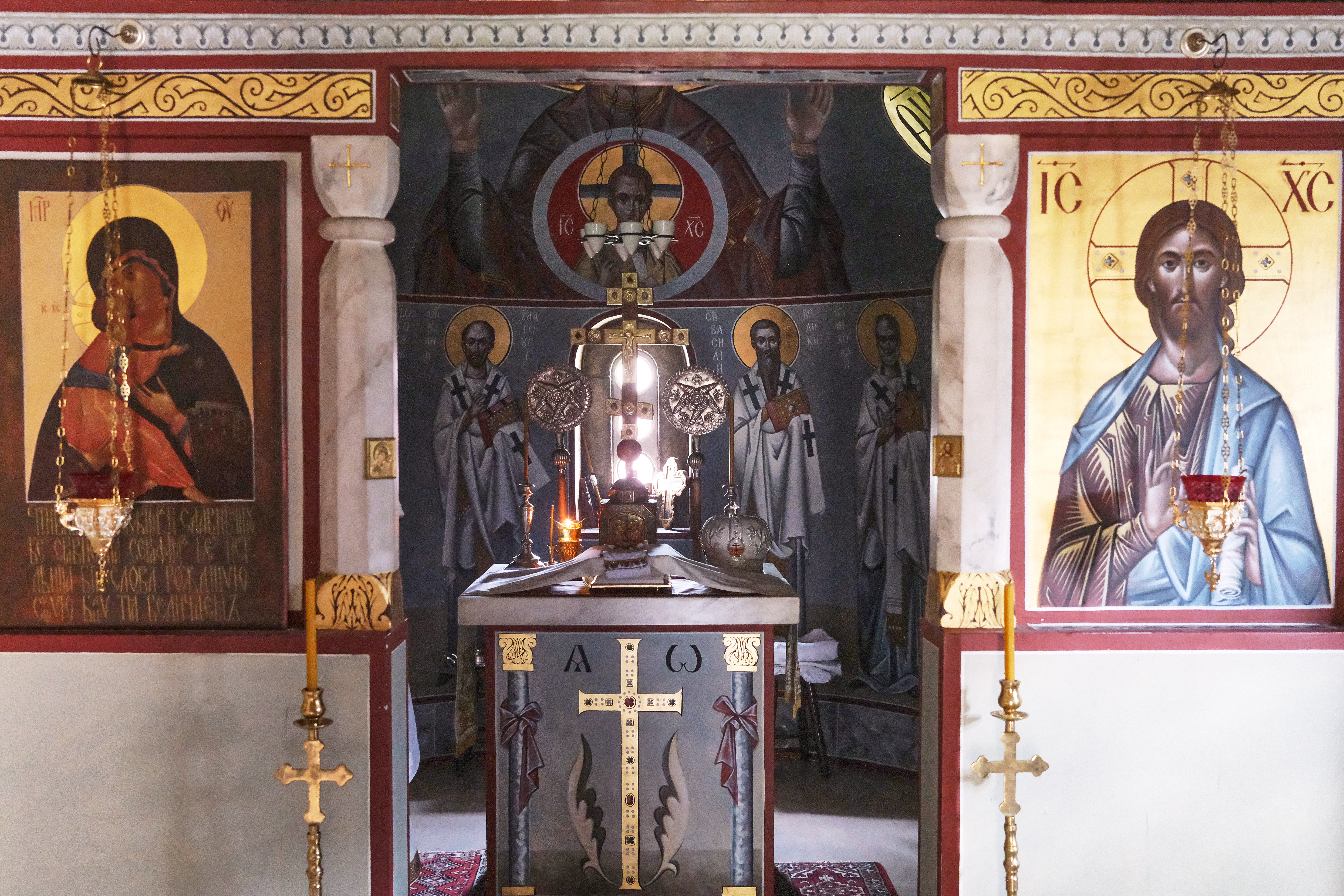
Interiér chrámu
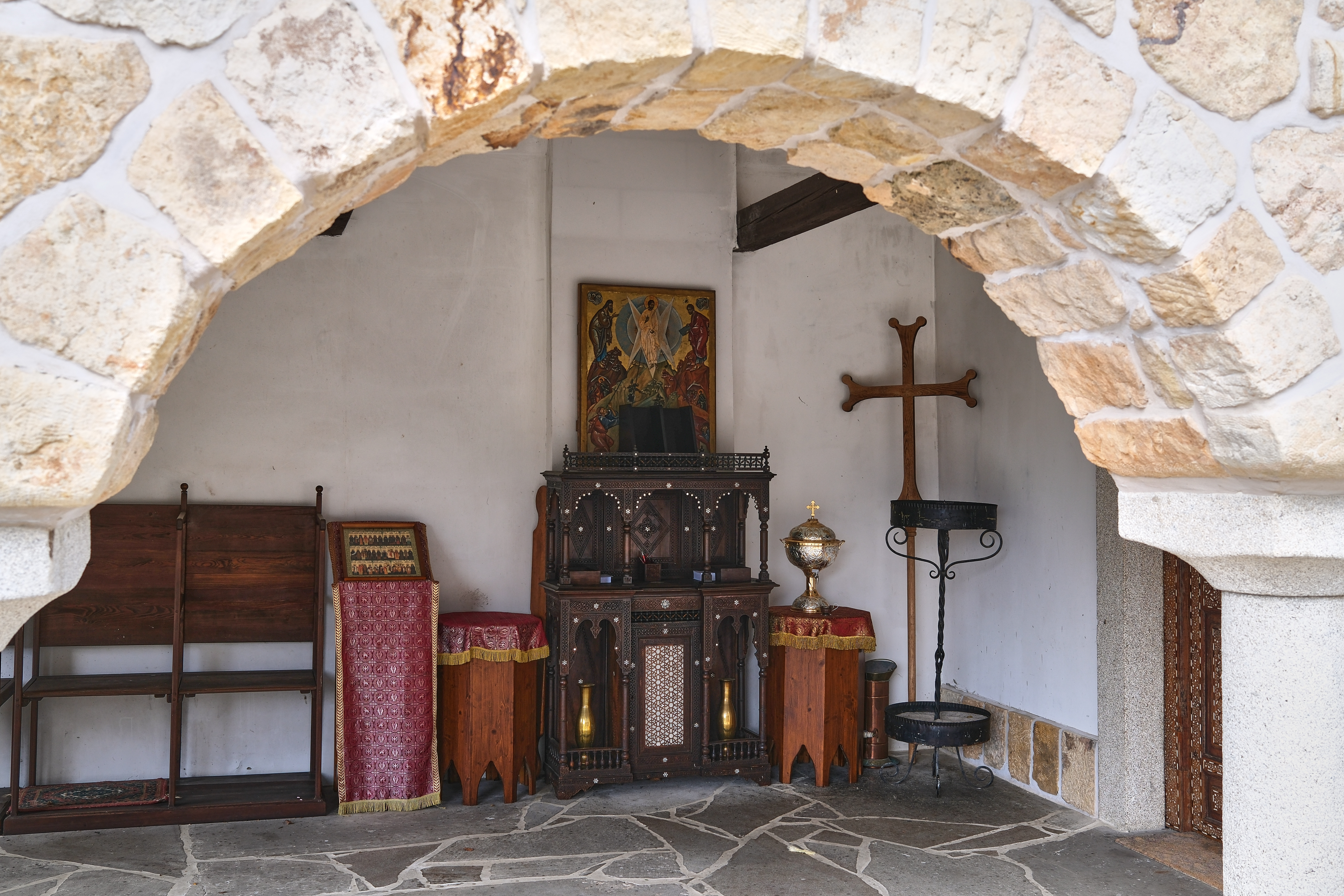
Předsíň chrámu
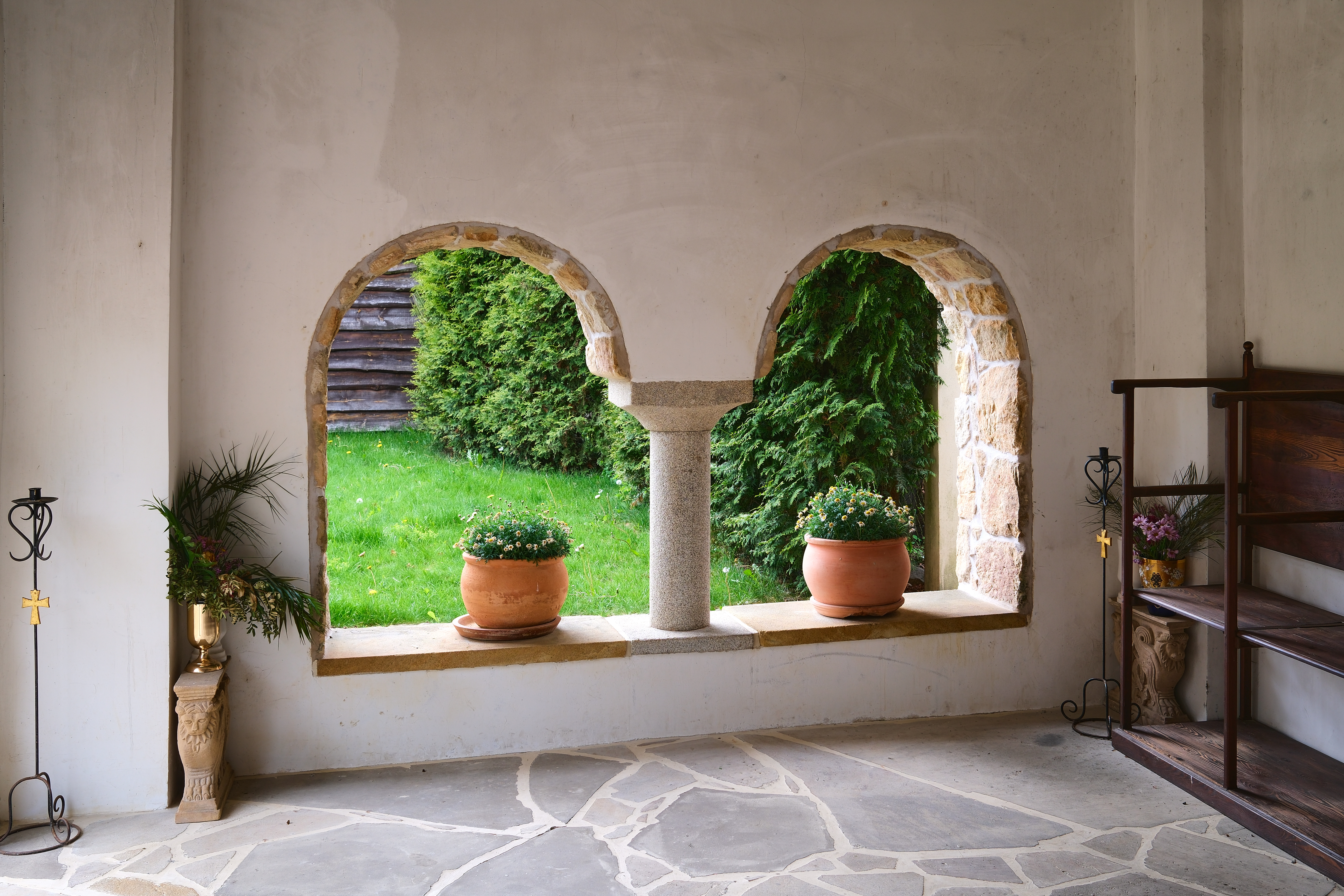
Detail chrámu
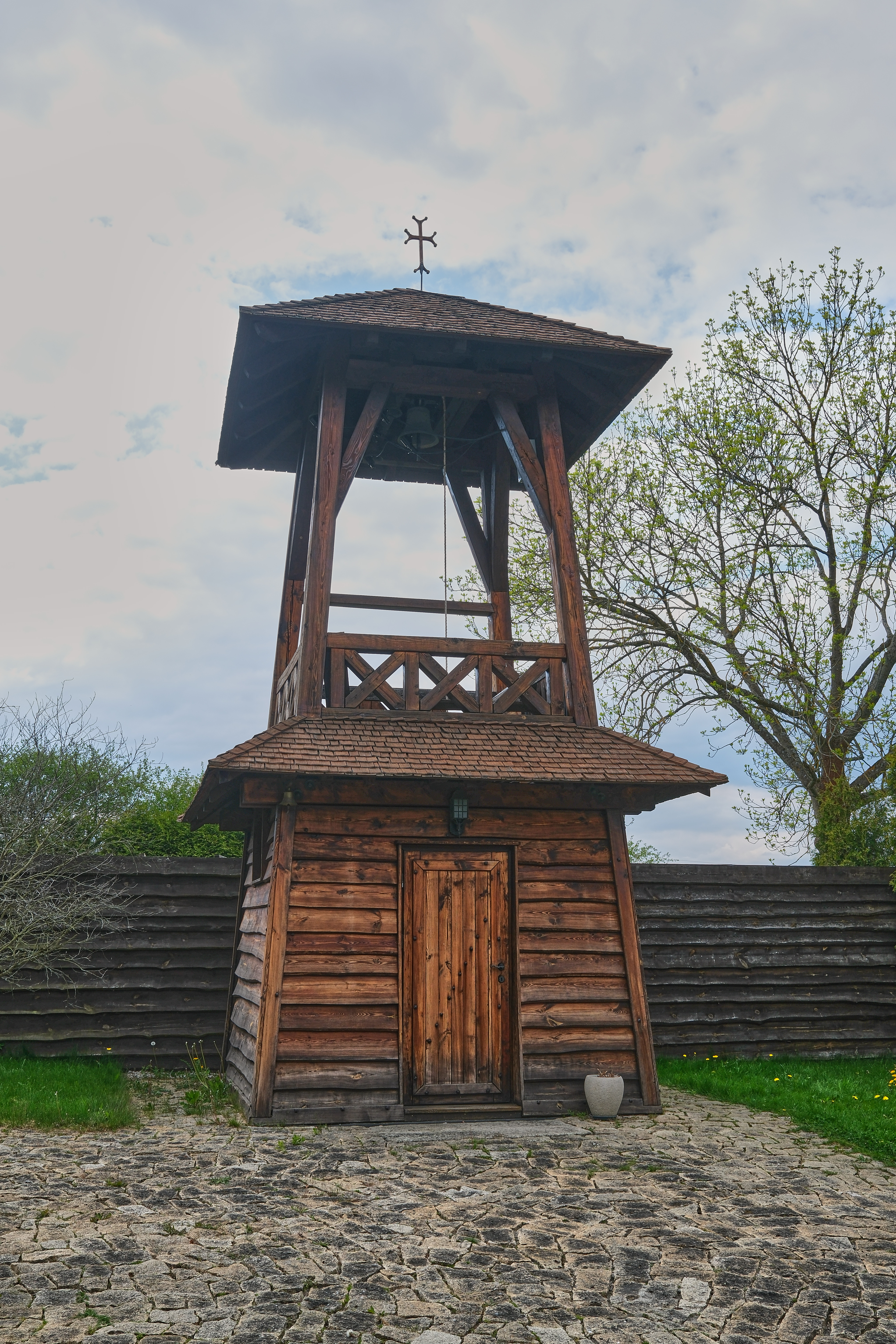
Zvonice